# Rıza Kayaalp
Rıza Kayaalp, född den 10 oktober 1989 i Yozgat, Turkiet, är en turkisk brottare som tog OS-brons i supertungviktsbrottning vid de grekisk-romerska OS-brottningstävlingarna 2012 i London. 

## Meriter

### Olympiska meriter

#### Olympiska sommarspelen 2008
- Huvudartikel: Brottning vid olympiska sommarspelen 2008

| Tävlande     | Gren                           | Kvalifikation        | 1/8 Final                  | Kvartsfinal          | Semifinal            | Final                | Placering |
| Tävlande     | Gren                           | Motståndare Resultat | Motståndare Resultat       | Motståndare Resultat | Motståndare Resultat | Motståndare Resultat | Placering |
| ------------ | ------------------------------ | -------------------- | -------------------------- | -------------------- | -------------------- | -------------------- | --------- |
| Rıza Kayaalp | Grekisk-romersk, supertungvikt | Bye                  | Mizgaitis (LTU) L 1–1, 1–3 | Gick inte vidare     | Gick inte vidare     | Gick inte vidare     | 11        |

#### Olympiska sommarspelen 2012
- Huvudartikel: Brottning vid olympiska sommarspelen 2012

| Brottare     | Gren    | Kvalomgång           | Åttondelsfinal       | Kvartsfinal          | Semifinal            | Återkval 1           | Återkval 2           | Final / brons           | Final / brons |
| Brottare     | Gren    | Motståndare Resultat | Motståndare Resultat | Motståndare Resultat | Motståndare Resultat | Motståndare Resultat | Motståndare Resultat | Motståndare Resultat    | Placering     |
| ------------ | ------- | -------------------- | -------------------- | -------------------- | -------------------- | -------------------- | -------------------- | ----------------------- | ------------- |
| Rıza Kayaalp | -120 kg | BYE                  | Orlov (UKR) W 3–0    | Byers (USA) W 3–0    | López (CUB) L 0–3    | BYE                  | BYE                  | Pherselidze (GEO) W 3–0 | 3             |